# Ostra Góra (Pasmo Sowińca)
Ostra Góra, (347 m n.p.m.) – zwornikowe wzgórze w zachodniej części Pasma Sowińca, trzecie pod względem wysokości wzniesienie Krakowa. Zlokalizowane jest w grzbiecie głównym masywu, pomiędzy Sowińcem, oddzielonym przełęczą Janasówki, a Pustelnikiem. Ostra Góra góruje nad czterema dolinkami: Mokrym Dołem i Wolskim Dołem (Doliną Matki Boskiej), Gomółczym Dołem i Łupanym Dołem.
Wierzchołek Ostrej Góry jest całkowicie zalesioną kopułą, od której odbiegają cztery grzbiety:
- północny – odcinek grzebietu głównego do Sowińca
- wschodni – odcinek grzbietu głównego do Pustelnika
- południowy – grzbiet biegnący poprzez Bielańską Przełęcz do Srebrnej Góry
- zachodni – grzbiet biegnący przez przełęcz Trzy Kopce do Srebnicy[1].

Na szczycie znajduje się bateria forteczna FB 36 „Ostra Góra” wchodząca w skład zespołu dzieł obronnych fortu „Bielany”.